# Kedu Baru
Kedu Baru is een bestuurslaag in het regentschap Bengkulu Utara van de provincie Bengkulu, Indonesië. Kedu Baru telt 197 inwoners (volkstelling 2010).